# Абихт, Иоганн Генрих
Ио́ганн Ге́нрих А́бихт (Иван Крестьянович Абихт, нем. Johann Heinrich Abicht, лит. Johanas Heinrichas Abichtas; 4 мая 1762, Фолькштедт под Рудольштадтом — 28 апреля 1816, Вильно) — немецкий философ, кантианец, профессор Виленского университета; отец учёного-медика Адольфа Абихта.

## Биография
Окончил Эрлангенский университет. В 1786 году получил степень магистра философии, в 1790 году — доктора философии. В том же году был назначен адъюнктом, позднее стал экстраординарным профессором на отделении философии, затем с 1796 года — профессором ординарным.
В 1804 году был назначен профессором логики и метафизики в императорском Виленском университете.
Находился под влиянием философии Канта и Рейнгольда.

## Сочинения
- De philosophiae Kantianae ad theologiam habitu, 1788
- Versuch einer Metaphysik des Vergnügens nach Kantischen Grundsätzen zur Grundlegung einer systematischen Thelematologie und Moral 1789
- Philosophie der Erkenntnisse, 1791
- Hermias, oder Auflösung der die gültige Elementarphilosophie betreffenden Aenesidemischen Zweifel, 1794
- Neues philosophisches Magazin zur Erläuterung und Anwendung des Kantischen Systems, 1789—1790, zusammen mit Friedrich Gottlob Born.
- Philosophisches Journal, 4 Bände, 1794—1795, Mitarbeit